# طرح نو
طرح نو یکی از شرکت‌های نشر کتاب در ایران است. این شرکت عمدتاً به نشر کتاب‌های فلسفی می‌پردازد و مدیریت آن را حسین پایا، برادر علی پایا بر عهده دارد. این شرکت نشر مدتی با تعلیق فعالیت مواجه شد و در دولت یازدهم کار خود را از سر گرفت.